# Israel Beer Breweries
Israel Beer Breweries Ltd. is een Israëlische brouwerij te Ashkelon.

## Geschiedenis
Israel Beer Breweries werd opgericht in 1992 door Carlsberg en zijn partner in Israël en Roemenië, Central Bottling Company (CBC Group). Vanaf 1992 werd gestart met de invoer van Carlsberg en Tuborg en vanaf 1995 werd ter plaatse begonnen met het brouwen van Carlsberg, Tuborg Red en Malty. In 1999 kwam daar nog Tuborg Green bij. De brouwerij heeft een marktaandeel van 40% en is daarmee na Tempo Beer Industries de grootste brouwerij van Israël. In juli 2008 verkocht Carlsberg zijn 20% aandelen aan CBC Group voor 36 miljoen US dollar.

## Producten

### Bieren
- Tuborg
- Carlsberg

Guinness, Kilkenny, Leffe, Stella Artois, Hoegaarden en Weihenstephan worden door Israel Beer Breweries geïmporteerd.

### Andere dranken
- Malty, niet-alcoholische drank
- Prigat, drank op basis van fruit